# 波蘭—烏克蘭關係
波蘭－烏克蘭關係（波蘭語：Stosunki polsko-ukraińskie）是波蘭和烏克蘭兩個歐洲國家之間的雙邊關係，兩個國家有著悠久的共同歷史，烏克蘭西部的一些地區（如利沃夫）曾經是波蘭的一部分。1990年代初期，烏克蘭脫離蘇聯獨立後，波蘭成為世界上第一個承認烏克蘭獨立的國家，兩國於1992年1月8日建交。此後，儘管雙方之間的歷史爭端可能重新浮出水面，但並未對兩國關係造成嚴重影響。
烏克蘭和波蘭分別是僅次於俄羅斯的第二、三大斯拉夫國家。兩國共有約529公里（329 英里）的邊界。波蘭接受申根協定後給烏克蘭邊境交通帶來了問題。2009年7月1日，兩國地方邊境交通協定生效，使居住在邊境地區的烏克蘭公民能夠按照自由化程序越過波蘭邊境。
烏克蘭是東方夥伴關係的成員，該項目由波蘭於2009年發起，旨在為歐盟與其東歐鄰國之間的貿易、經濟戰略、旅行協議和其他問題的討論提供途徑。
2012年，雙方共同舉辦了欧洲足球锦标赛。
2020年7月28日，波蘭、烏克蘭和立陶宛進入了一種新的國際合作模式，稱為“盧布林三角”。波蘭、烏克蘭和立陶宛外交部長在波蘭盧布林市簽署了協議，合作不僅涉及國防問題，還將涉及加強三個國家之間的經濟合作、貿易和旅遊。
2022年1月31日，為應對俄羅斯在烏克蘭附近的軍事集結，波蘭宣布決定向烏克蘭提供武器、彈藥和人道主義援助。2022年2月17日，宣布了英國-波蘭-烏克蘭三邊協定。

## 俄乌全面战争时期
2022年2月24日，即俄羅斯入侵烏克蘭之日，波蘭下議院通過了一項譴責俄羅斯入侵的決議；波蘭立即設立了9個接收點來接收來自烏克蘭的難民。戰爭期間波蘭禁止烏克蘭農產品進口至波蘭。2023年7月31日，波蘭總統外交政策顧問表示要捍衛本國農民利益，他還表示烏克蘭应该对波蘭在乌克兰抗俄战争中所提供的支持表示更多感谢。8月1日，烏克蘭和波蘭於互相召見大使抗議。9月19日，烏克蘭決定禁止進口波蘭的洋蔥、番茄、捲心菜和蘋果，以回應波蘭對烏克蘭農產品的禁令。波蘭總統安杰伊·杜达對此表示，「烏克蘭最好記住他們曾經受過我們幫助」。9月20日，波蘭總理宣佈，波兰将不再向乌克兰提供武器。
2023年9月，乌克兰籍前親衛隊第14師士兵雅罗斯拉夫·洪卡与乌克兰总统泽连斯基一道，在加拿大下议院接受议员的起立致敬，这引发了波兰的不满。9月26日，波兰教育与科学部长普热梅斯瓦夫·查尔内克通过社交媒体表示，他已要求将98岁的雅罗斯拉夫·洪卡引渡到波兰。

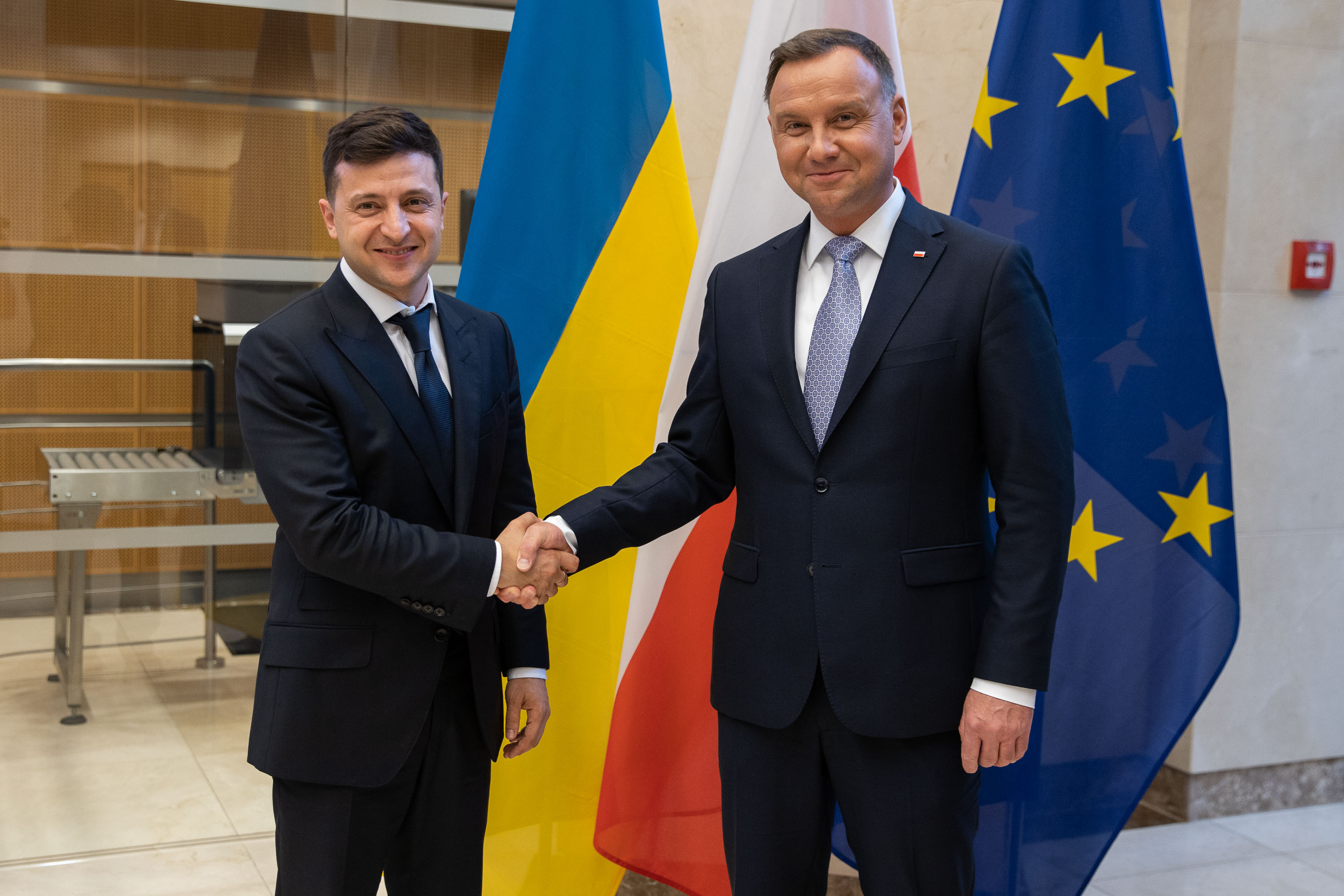
烏克蘭總統佛拉迪米爾·澤倫斯基（左）與波蘭總統安傑伊·杜達（右），2019年

## 外交機構
烏克蘭是波蘭領事館數量最多的國家。波蘭在基輔設有大使館，在哈爾科夫、盧茨克、利沃夫、敖德薩和文尼察設有總領事館；烏克蘭在華沙設有大使館，在弗羅茨瓦夫、格但斯克、克拉科夫、盧布林和奧波萊設有總領事館。

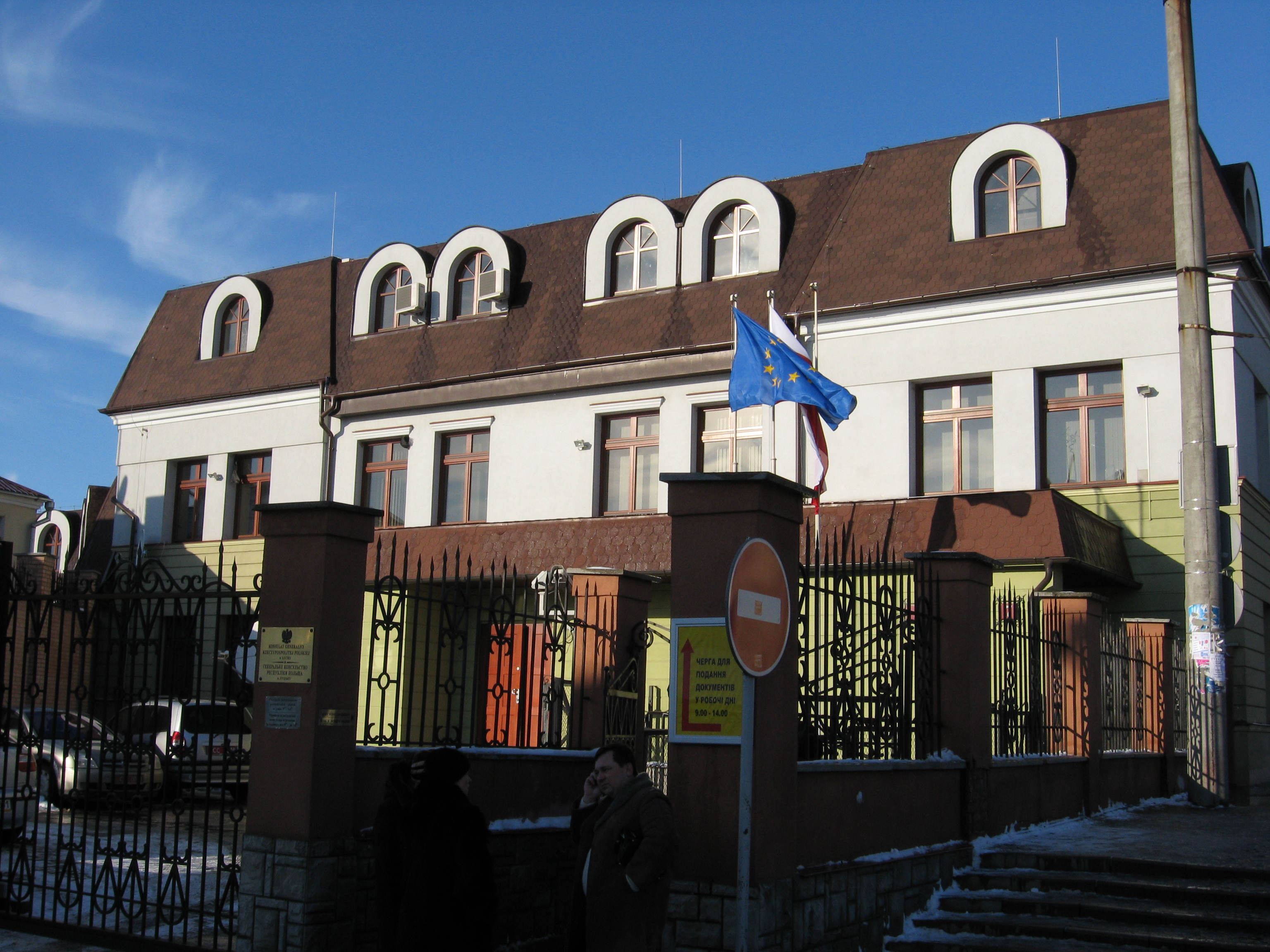
波蘭駐盧茨克總領事館
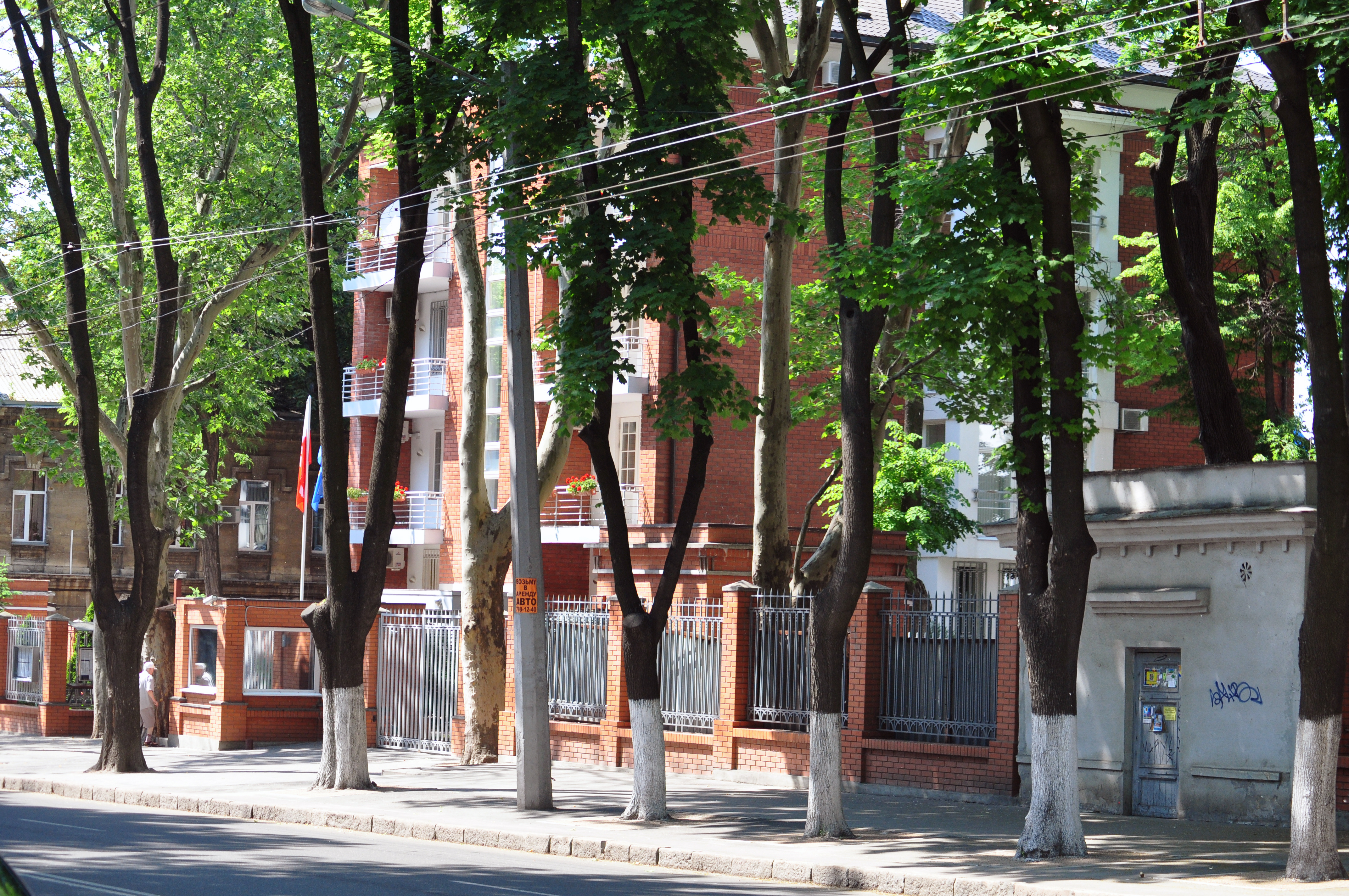
波蘭駐敖得薩總領事館
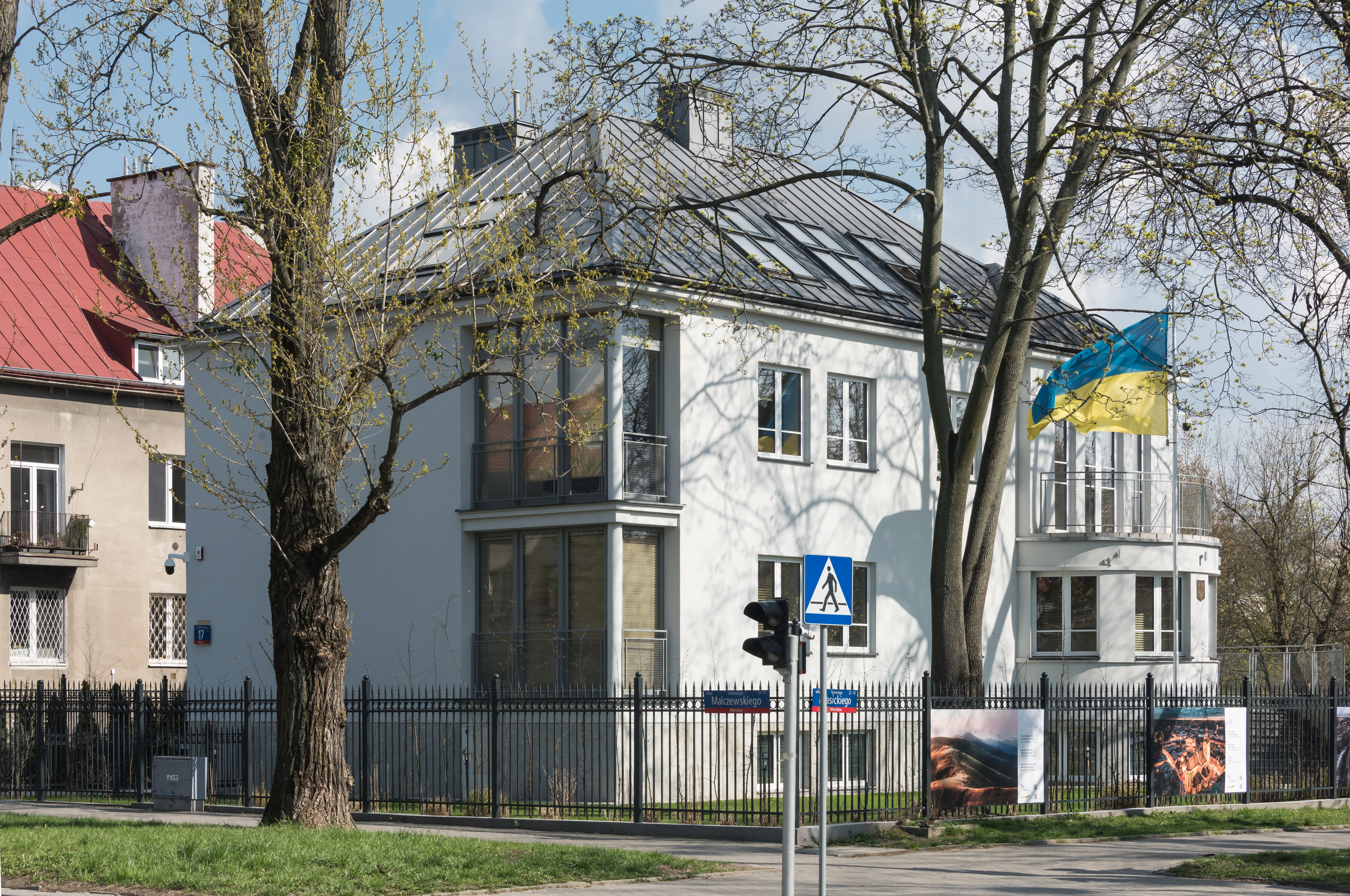
烏克蘭駐華沙總領事館
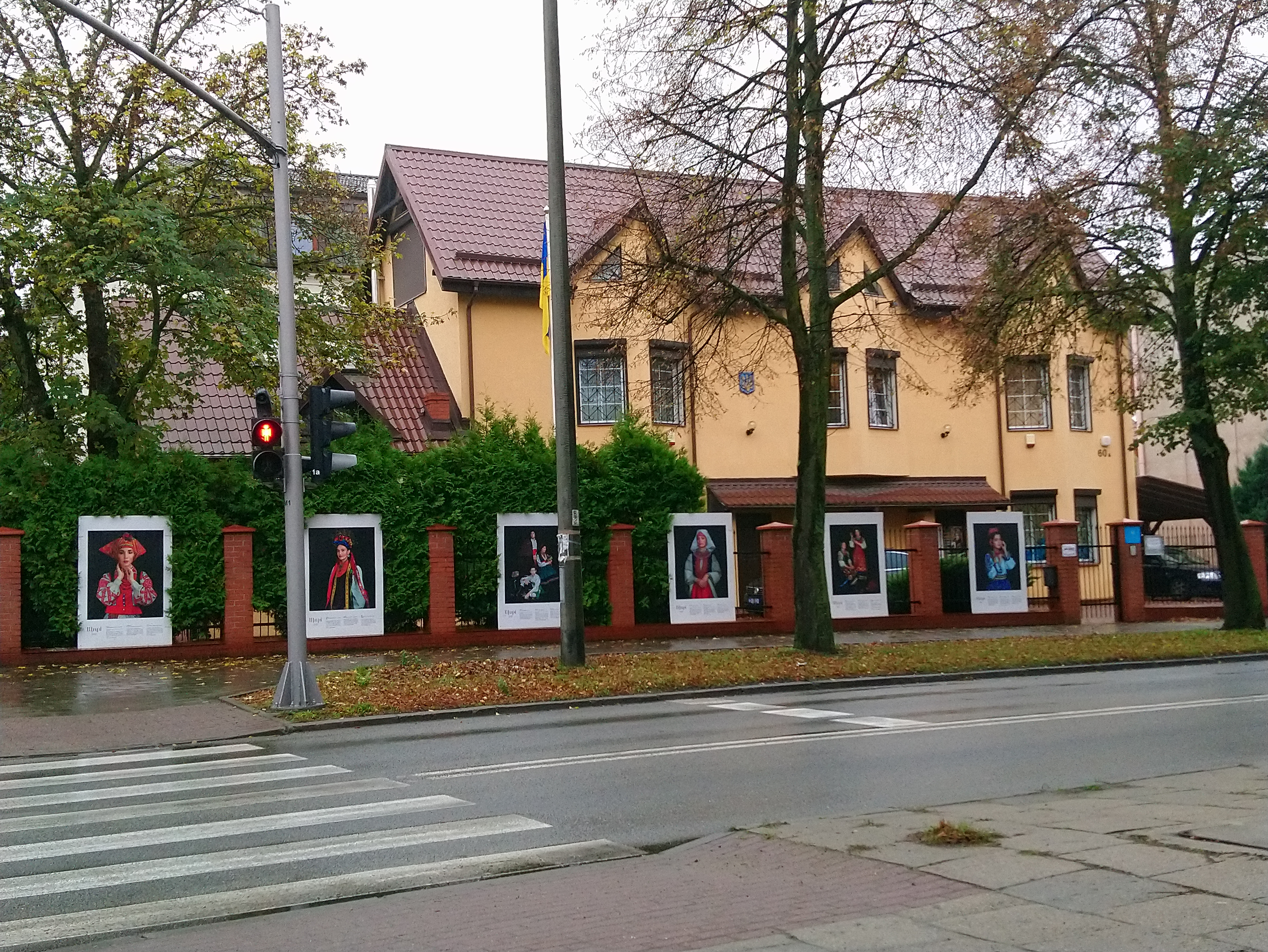
烏克蘭駐格但斯克總領事館
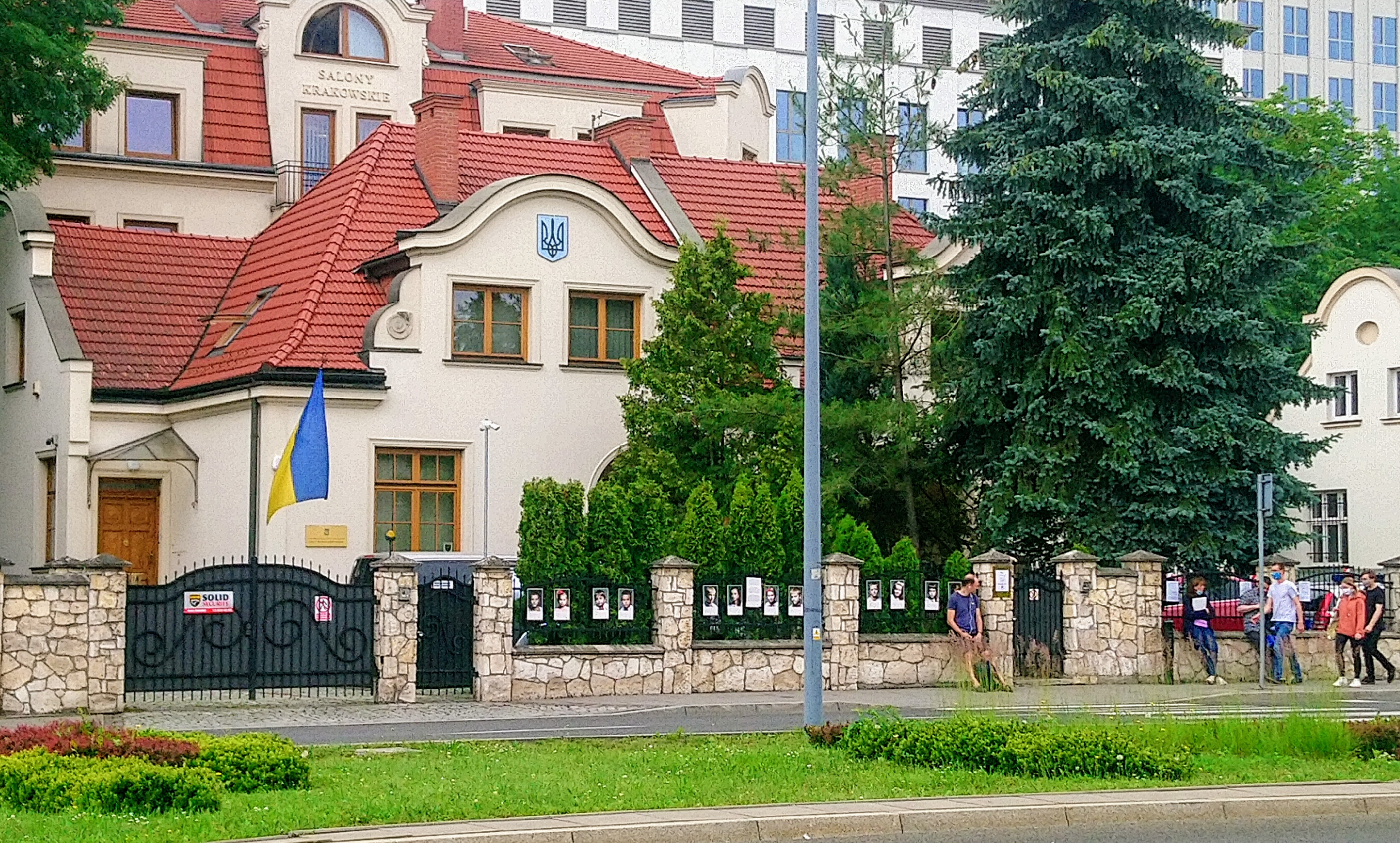
烏克蘭駐克拉科夫總領事館

## 兩國基本資料
|                            | 波蘭                                                                           | 烏克蘭                                                                                                 |
| -------------------------- | ------------------------------------------------------------------------------ | --- |
| 國徽                       | Poland                                                                         | Ukraine                                                                                                |
| 人口                       | 38,383,000                                                                     | 41,660,982                                                                                             |
| 面積                       | 312,696 km2 (120,733 sq mi)                                                    | 603,628 km2 (233,062 sq mi)                                                                            |
| 人口密度                   | 123/km2 (318/sq mi)                                                            | 73.8/km2 (191.1/sq mi)                                                                                 |
| 首都                       | 華沙                                                                           | 基輔                                                                                                   |
| 最大城市                   | 華沙 – 人口 1,790,658 (都會區 3,100,844)                                       | 基輔 – 人口 3,703,100 (都會區 5,989,500)                                                               |
| 政府                       | 半總統制立憲共和制                                                             | 半總統制立憲共和制                                                                                     |
| 官方語言                   | 波蘭語                                                                         | 烏克蘭語                                                                                               |
| 現任國家元首               | 總統安傑伊·杜達 總理馬特烏什·莫拉維茨基                                        | 總統佛拉迪米爾·澤倫斯基 總理傑尼斯·什米加爾                                                            |
| 宗教                       | 72.4% 基督宗教（天主教71.3% 、其他1.1%）、6.9% 無宗教、0.1% 其他、20.6% 未表態 | 85.0% 基督宗教（東正教72.0% 、天主教9.0% 、新教2.0%、其他2.0%）、10% 無神論者、2.1% 其他、 2.0% 難回答 |
| 族群                       | 98% 波蘭人, 2% 其他或未說明                                                    | 78% 烏克蘭人, 17% 俄羅斯人, 4.9% 其他或未說明                                                          |
| 國內生產總值（購買力平價） | 1.353萬億美元，人均35,651美元                                                  | 4,299.47億美元，人均10,310美元                                                                         |
| 國內生產總值（國際匯率）   | 6,070億美元，人均15,988美元                                                    | 1,610億美元，人均3,881美元                                                                             |
| 外籍人口                   | 144,000名波蘭公民居住在烏克蘭（2001 年）                                       | 1,200,000 名烏克蘭公民居住在波蘭（2017 年）                                                            |
| 軍費                       | 137億美元                                                                      | 129 億美元                                                                                             |

## 外部連結
- 波蘭駐烏克蘭大使館 （页面存档备份，存于） （波兰語）（乌克兰語）

- 烏克蘭駐波蘭大使館 （页面存档备份，存于） （乌克兰語）（波兰語）

1. ↑  包含希臘禮天主教（8%）及 拉丁禮（1%）